# Campanula pindicola
Campanula pindicola là loài thực vật có hoa trong họ Hoa chuông. Loài này được Aldén mô tả khoa học đầu tiên năm 1976.